# Pruvotinidae
De Pruvotinidae is een familie van weekdieren uit de orde Cavibelonia.

## Onderfamilies
- Eleutheromeniinae Salvini-Plawen, 1978
- Halomeniinae Salvini-Plawen, 1978
- Lophomeniinae Salvini-Plawen, 1978
- Pruvotininae Heath, 1911
- Unciherpiinae Garcia-Álvarez, Salvini-Plawen & Urgorri, 2001